# Pole elektromagnetyczne
Pole elektromagnetyczne – pole fizyczne, stan przestrzeni, w której na obiekt fizyczny mający ładunek elektryczny działają siły o naturze elektromagnetycznej. Pole elektromagnetyczne jest układem dwóch pól: pola elektrycznego i pola magnetycznego. Pola te są wzajemnie związane, a postrzeganie ich zależy też od obserwatora, wzajemną relację pól opisują równania Maxwella. Własności pola elektromagnetycznego, jego oddziaływanie z materią bada dział fizyki zwany elektrodynamiką. W mechanice kwantowej pole elektromagnetyczne jest postrzegane jako wirtualne fotony.

## Siły pola
Siłę, jaka działa na ładunek elektryczny w polu elektromagnetycznym, określa siła Lorentza:
{\displaystyle \mathbf {F} =q(\mathbf {E} +\mathbf {v} \times \mathbf {B} ),}
gdzie
- {\displaystyle \mathbf {F} } – wektor siły (w niutonach),
- {\displaystyle q} – ładunek elektryczny cząstki (w kulombach),
- {\displaystyle \mathbf {E} } – wektor natężenia pola elektrycznego (w woltach / metr),
- {\displaystyle \mathbf {v} } – wektor prędkości cząstki (w metrach na sekundę),
- {\displaystyle \times } – iloczyn wektorowy,
- {\displaystyle \mathbf {B} } – wektor indukcji magnetycznej (w teslach).

Siła działająca na ładunek pochodząca od pola magnetycznego jest prostopadła do wektora przesunięcia {\displaystyle \mathbf {s} ,} dlatego nie wykonuje pracy. O zmianie energii (wykonanej pracy) ładunku elektrycznego decyduje tylko pole elektryczne:
{\displaystyle \Delta E=W=\mathbf {F} \cdot \mathbf {s} =q\mathbf {E} \cdot \mathbf {s} .}
Wzór ten jest równoważny wzorowi na moc {\displaystyle P} wykonywaną przez pole nad ładunkiem {\displaystyle q} poruszającym się z prędkością {\displaystyle \mathbf {v} {:}}
{\displaystyle P=q\mathbf {E} \cdot \mathbf {v} .}

## Właściwości pola
Właściwości pól elektrycznych i magnetycznych wynikają z równań Maxwella, których wynika, że:
1. Źródłem pola elektrycznego są ładunki elektryczne (linie pola elektrycznego mogą rozpoczynać się i kończyć na ładunkach).
2. Pole magnetyczne jest bezźródłowe (linie pola magnetycznego są zamknięte).
3. Zmienne w czasie pole magnetyczne wytwarza wirowe pole elektryczne (linie tego pola są zamknięte).
4. Poruszające się ładunki (np. przepływający prąd) oraz zmienne pole elektryczne wytwarzają wirowe pole magnetyczne (linie tego pola są zamknięte).

Z własności 1 wynika, że pole elektryczne wytworzone przez ładunki elektryczne jest potencjalne.

## Transformacja pola
Pole elektryczne i magnetyczne ulega przekształceniu gdy zmieniany jest układ odniesienia opisujący zjawiska elektromagnetyczne.
Ogólnie równania transformacji pól elektrycznego i magnetycznego przy przejściu do układu poruszającego się z prędkością {\displaystyle {\vec {v}}} określają równania
{\displaystyle {\vec {E}}'=\gamma \left({\vec {E}}+{\vec {v}}\times {\vec {B}}\right)-\left({\frac {\gamma -1}{v^{2}}}\right)({\vec {E}}\cdot {\vec {v}}){\vec {v}},}
{\displaystyle {\vec {B}}'=\gamma \left({\vec {B}}-{\frac {{\vec {v}}\times {\vec {E}}}{c^{2}}}\right)-\left({\frac {\gamma -1}{v^{2}}}\right)({\vec {B}}\cdot {\vec {v}}){\vec {v}}.}
Dla ruchu z prędkością {\displaystyle v} wzdłuż osi {\displaystyle x,} składowe pól transformują się według
{\displaystyle E'_{x}=E_{x},}
{\displaystyle E'_{y}=\gamma \left(E_{y}-vB_{z}\right),}
{\displaystyle E'_{z}=\gamma \left(E_{z}+vB_{y}\right),}
{\displaystyle B'_{x}=B_{x},}
{\displaystyle B'_{y}=\gamma \left(B_{y}+{\frac {v}{c^{2}}}E_{z}\right),}
{\displaystyle B'_{z}=\gamma \left(B_{z}-{\frac {v}{c^{2}}}E_{y}\right),}
gdzie:
{\displaystyle \gamma } – czynnik Lorentza,
{\displaystyle c} – prędkość światła w próżni.
Wniosek:
Jeżeli w wybranym układzie odniesienia występuje pole elektryczne, a nie występuje pole magnetyczne, to w układzie poruszającym się względem niego z prędkością {\displaystyle v} istnieje pole magnetyczne o indukcji
{\displaystyle {\vec {B}}'=-\gamma {\frac {{\vec {v}}\times {\vec {E}}}{c^{2}}}.}
Opisując oddziaływania elektromagnetyczne, można tak wybrać układ odniesienia, by jednorodne pole magnetyczne lub pole elektryczne znikało (natężenie było równe zero).
Siła oddziaływania pola elektromagnetycznego na ładunek elektryczny można rozdzielić na składową pochodzącą od pola elektrycznego i na drugą pochodzącą od pola magnetycznego. W wielu sytuacjach można pola te rozpatrywać oddzielnie, ale pola te są od siebie uzależnione, co wynika z równań Maxwella. Zmiany pola elektrycznego i magnetycznego rozchodzą się w przestrzeni (z prędkością ok. 300 000 km/s w próżni) jako fale elektromagnetyczne. Fale elektromagnetyczne, ze względu na ich długość i wynikające stąd właściwości, dzieli się na:
- fale radiowe,
- fale świetlne,
- mikrofale,
- promieniowanie γ (gamma),
- promieniowanie X (rentgenowskie).

## Wpływ pola elektromagnetycznego na organizmy żywe
Wpływ pola elektromagnetycznego na organizmy żywe jest rozpatrywany jako wpływ stałego pola magnetycznego, stałego pola elektrycznego, przepływu prądu elektrycznego przez organizm, wpływu zmiennych pól elektromagnetycznych, czyli fal elektromagnetycznych.

### Stałe pole magnetyczne
Wszystkie organizmy, które żyją na Ziemi, podlegają działaniu ziemskiego pola magnetycznego. Ziemia jest gigantycznym magnesem, wytwarzającym wokół siebie stałe pole magnetyczne. Tkanka żywa jest na ogół mało podatna na działanie pola magnetycznego o takim natężeniu. Niektórzy badacze stwierdzają jednak, że silne pole magnetyczne ma wpływ na układ nerwowy u ludzi i zwierząt przejawiając się opóźnieniem czasu reakcji. Natomiast u roślin działanie silnego pola magnetycznego powoduje kurczenie się komórek i zmiany w błonach komórkowych.
U niektórych gatunków zwierząt np. owadów, ptaków lub ryb pole magnetyczne Ziemi odpowiada za orientację w przestrzeni (np. coroczne wędrówki ptaków do tych samych miejsc lęgowych różnie położonych geograficzne dla różnych gatunków). W organizmach tych zwierząt występują narządy pełniące funkcje biologicznych „kompasów” sprzężonych najprawdopodobniej z „zegarem biologicznym”. Sztuczne zmiany wywołane np. przez przymocowanie do głowy ptaka miniaturowego magnesu, powodują utratę orientacji i chęć „podróży” w innym kierunku. Gdy izolowano rośliny i zwierzęta od wpływu ziemskiego pola magnetycznego, zaobserwowano zaburzenia ich rozwoju.